# Porta Romana (Mailand)
Die Porta Romana ist eines der erhalten gebliebenen Stadttore der spanischen Stadtmauern von Mailand.

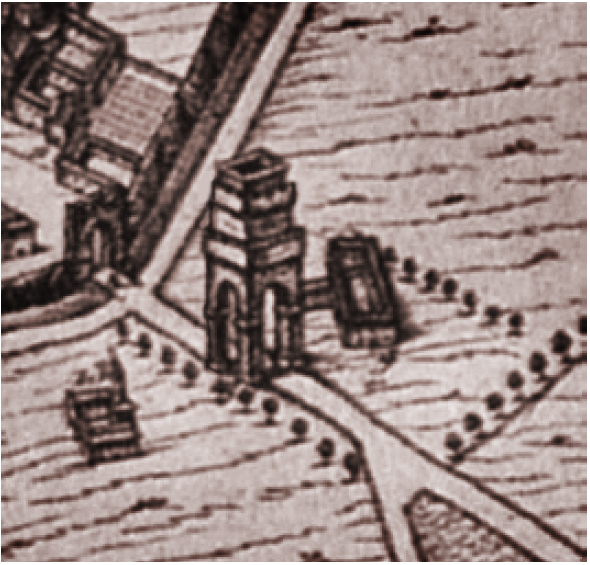
Der Triumphbogen der Via Porticata, Detail einer Karte von Mailand aus dem Jahr 1158

Es steht heute in der Mitte der Piazza Medaglie d’Oro im Südosten der Altstadt. Eine Porta Romana gab es schon im Mittelalter. Das heutige Tor wurde 1596 aus Anlass des Einzugs von Margarete von Österreich, der Braut Philipps III von Spanien durch Aurelio Trezzi errichtet und blieb für etwa zwei Jahrhunderte der einzige monumentale Zugang zur Stadt. Hier war ein Brennpunkt der die Stadt betreffenden kriegerischen Verwicklungen, hier war aber auch der Ort weiterer festlicher Einzugszeremonien.

## Galerie

Wappen des Stadtteils Porta Romana
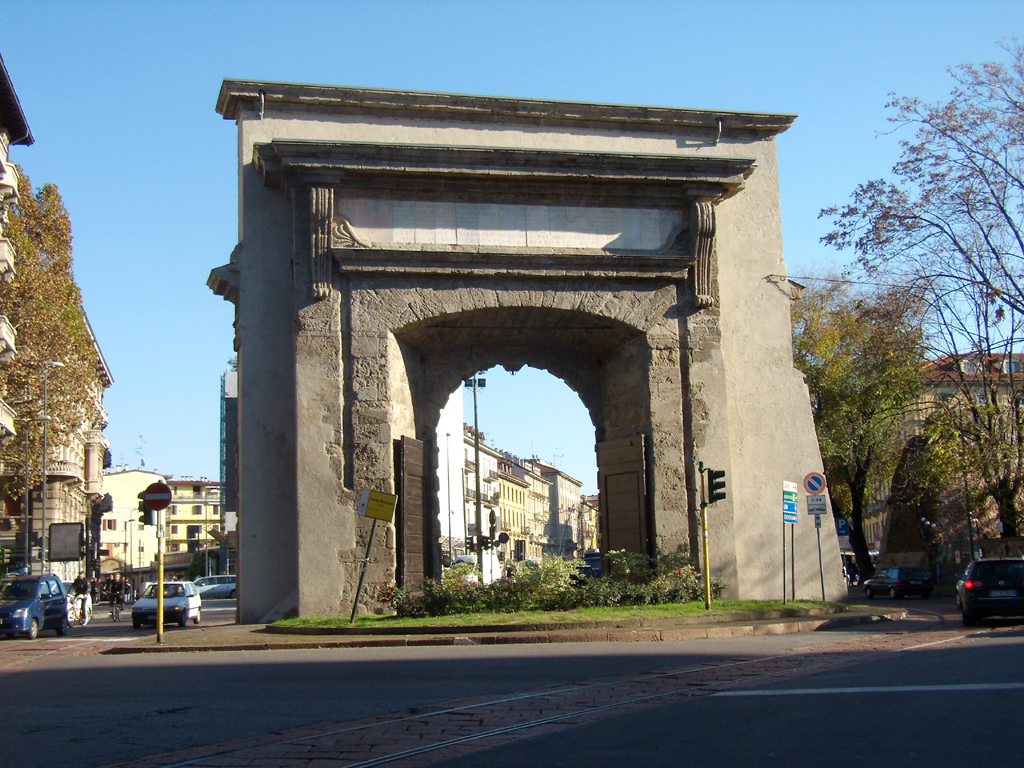
Rückseite des Tores
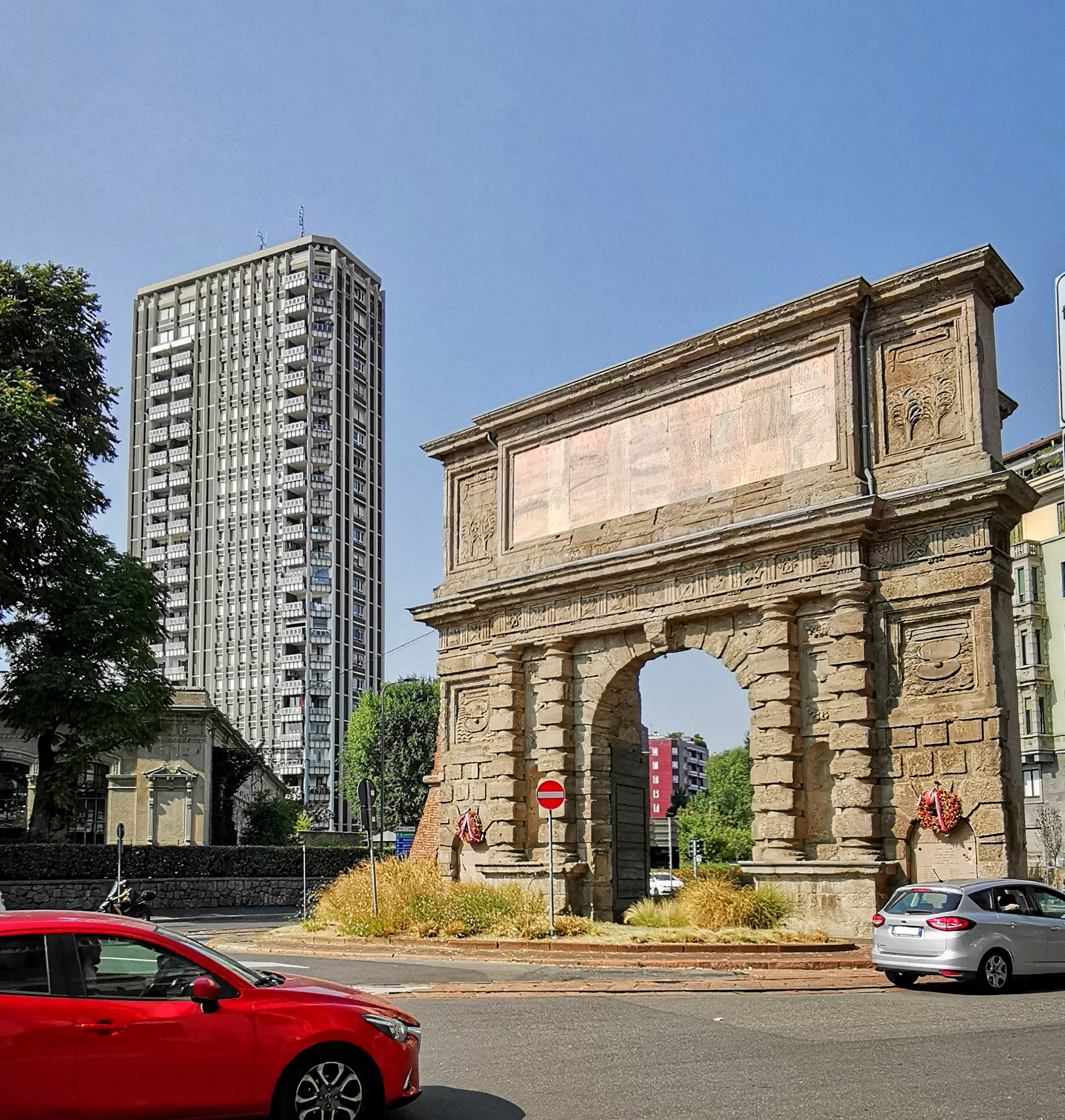
Das Stadttor heute
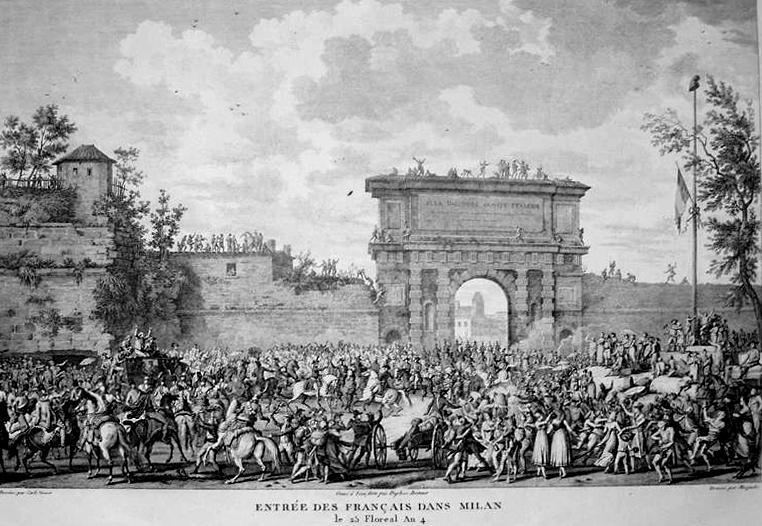
Einzug der Truppen Napoleons durch die Porta Romana